# Greco-macedônios

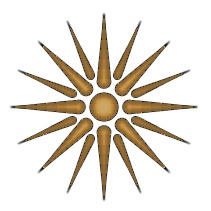
"Sol de Vergina", símbolo dos heleno-macedônios

Os greco-macedônios (português brasileiro) ou greco-macedónios (português europeu), também conhecidos como heleno-macedônios ou simplesmente macedônios são os habitantes gregos cuja origem remonta à Macedónia, particularmente à Macedónia grega. A literatura histórica grega frequentemente refere-se a eles como μακεδόνες (makedónes, antigos macedônios). Outros termos similares incluem "gregos pontianos" (da antiga província romana de Ponto) e "epirotas" (gregos do Epiro).
Durante a ocupação do Império Otomano na Macedónia, os macedónios gregos constituíam, no Século XIX e início do século XX a maioria da população cristã nos vilayets (distritos otomanos) de Tessalônica e de Monastir (atual Bitola).
Muitos macedónios gregos emigraram para a Austrália, a maioria deles de Flórina, de Castoriá e de Kozáni, entre os anos de 1924 e 1974. A comunidade macedónios gregos em Melbourne esteve em conflito com a comunidade de eslavo-macedônios sobre o uso de símbolos culturais, tais como o sol de Vergina, que é reivindicado por ambos os grupos. Tais incidentes aumentaram durante os anos de 1991 a 1995, em que a disputa sobre o nome entre Grécia e a República da Macedônia tinha apenas começado.

## Nomenclatura
O nome Macedônia (em grego:  Μακεδονία, Makedonía) vem da antiga palavra grega μακεδνός (Makednos). É comumente explicado como tendo originalmente significado "um homem alto" ou "highlander", possivelmente descritivo dos macedônios antigos].